# Ichthydium
Ichthydium is een geslacht van buikharigen uit de familie Chaetonotidae. De wetenschappelijke naam van het geslacht is in 1830 voor het eerst geldig gepubliceerd door Christian Gottfried Ehrenberg.

## Soorten[2]
- Ondergeslacht Ichthydium (Furficulichthys) Schwank, 1990
  - Ichthydium (Furficulichthys) forcipatum Voigt, 1901
  - Ichthydium (Furficulichthys) forficula Remane, 1927
  - Ichthydium (Furficulichthys) skandicum Kanneby, Todaro & Jondelius, 2009
  - Ichthydium (Furficulichthys) tanytrichum Balsamo, 1983
- Ondergeslacht IIchthydium (Ichthydium) Ehrenberg, 1830
  - Ichthydium (Ichthydium) bifasciale Schwank, 1990
  - Ichthydium (Ichthydium) bifurcatum Preobrajenskaja, 1926
  - Ichthydium (Ichthydium) cyclocephalum Grünspan, 1908
  - Ichthydium (Ichthydium) dubium Preobrajenskaja, 1926
  - Ichthydium (Ichthydium) fossae d'Hondt, 1971
  - Ichthydium (Ichthydium) galeatum Konsuloff, 1921
  - Ichthydium (Ichthydium) maximum Greuter, 1917
  - Ichthydium (Ichthydium) palustre Kisielewski, 1981
  - Ichthydium (Ichthydium) pellucidum Preobrajenskaja, 1926
  - Ichthydium (Ichthydium) podura (Müller, 1773)
  - Ichthydium (Ichthydium) rostrum Roszczak, 1968
  - Ichthydium (Ichthydium) sulcatum (Stokes, 1887)
  - Ichthydium (Ichthydium) tergestinum Grünspan, 1908
- Ondergeslacht IIchthydium (Pseudichthydium) Rudescu, 1967
  - Ichthydium (Pseudichthydium) balatonicum (Varga, 1949)
- Ichthydium auritum Brunson, 1950
- Ichthydium brachykolon Brunson, 1947
- Ichthydium cephalobares Brunson, 1947
- Ichthydium chaetiferum Kisielewski, 1991
- Ichthydium crassum Daday, 1905
- Ichthydium diacanthum Balsamo & Todaro, 1995
- Ichthydium leptum Brunson, 1947
- Ichthydium macrocapitatum Sudzuki, 1971
- Ichthydium macropharyngistum Brunson, 1947
- Ichthydium malleum Schwank, 1990 [sensu Schwank & Kånneby, 2014]
- Ichthydium minimum Brunson, 1950
- Ichthydium plicatum Balsamo & Fregni, 1995
- Ichthydium squamigerum Balsamo & Fregni, 1995

### Taxon inquirendum
- Ichthydium jamaicense Schmarda, 1861
- Ichthydium macrurum Collins, 1918
- Ichthydium tabulatum (Schmarda, 1861)

### Synoniemen
- Ichthydium cyclocephalum Grünspan, 1908 => Ichthydium (Ichthydium) cyclocephalum Grünspan, 1908
- Ichthydium armigerum Balsamo & Fregni, 1995 => Ichthydium squamigerum Balsamo & Fregni, 1995
- Ichthydium entzii Daday, 1882 => Polymerurus entzii (Daday, 1882)
- Ichthydium hummoni Ruppert, 1977 => Caudichthydium hummoni (Ruppert, 1977)
- Ichthydium montanum Rudescu, 1967 => Fluxiderma montanum(Rudescu, 1967)
- Ichthydium ocellatum Metschnikoff, 1865 => Heterolepidoderma ocellatum (Metschnikoff, 1865)
- Ichthydium rupperti Mock, 1979 => Caudichthydium rupperti (Mock, 1979)
- Ichthydium supralitorale Mock, 1979 =>  Caudichthydium supralitorale (Mock, 1979)
- Ichthydium (Furficulichthys) monolobum Brunson, 1950 => Ichthydium (Furficulichthys) forficula Remane, 1927
- Ichthydium (Ichthydium) stokesi Grosso, 1973 => Ichthydium (Ichthydium) sulcatum (Stokes, 1887)